# بخش دیرفیلد، شهرستان کاس، مینه سوتا
بخش دیرفیلد (به انگلیسی: Deerfield Township) یک منطقهٔ مسکونی در ایالات متحده آمریکا است که در شهرستان کاس، مینه‌سوتا واقع شده‌است.
 بخش دیرفیلد ۹۳٫۰ کیلومتر مربع مساحت و ۱۵۴ نفر جمعیت دارد و ۴۵۲ متر بالاتر از سطح دریا واقع شده‌است.